# وورکساپ
latitudeوورکساپlongitudeوورکساپ
وورکساپ (به انگلیسی: Worksop) یک منطقهٔ مسکونی در انگلستان است که در میدلند شرقی واقع شده‌است.

## خصوصیات
وورکساپ ۳۹٬۸۰۰ نفر جمعیت دارد.